# Stig Dalsjö
Stig Robert Dalsjö, född 24 oktober 1925 i Danderyds församling i Stockholms län, död 19 januari 2011 i Oscars församling i Stockholm, var en svensk officer i flygvapnet.

## Biografi
Dalsjö blev avlade officersexamen 1947 och utnämndes samma år till fänrik vid Bråvalla flygflottilj, där han tjänstgjorde åren 1947–1956[källa behövs] och befordrades till löjtnant 1949. Han befordrades till kapten 1956 och tjänstgjorde vid Flygstaben 1956–1971: bland annat vid Teleavdelningen från 1957, som ställföreträdande chef för Signaltjänstavdelningen 1961–1965 och som chef för Signaltjänstavdelningen 1966–1971. Han var lärare på deltid i luftkrigskonst vid Sjökrigsskolan 1958–1960 samt befordrades till major 1961 och till överstelöjtnant 1965. Åren 1971–1975 var han chef för Signaltjänstavdelningen vid Försvarsstaben. Dalsjö befordrades till överste 1975, varpå han var chef för Redovisningsavdelning Bergslagen 1975–1980 och avdelningschef vid Försvarets rationaliseringsinstitut 1980–1986.
Dalsjö lämnade försvarsmakten 1986. Han är begravd på Djursholms begravningsplats.

## Utmärkelser
- Riddare av första klassen av Svärdsorden, 1965.[4]